# Shunsuke Kazama
Shunsuke Kazama (生田 斗真 Kazama Shunsuke?,  Sumida, Tokio, Japón, nacido el 17 de junio de 1983). Es un seiyū, actor, personalidad televisiva y presentador japonés. Es conocido por darle la voz a personajes como Yūgi Mutō y Yami Yugi del anime Yu-Gi-Oh! Duelo de Monstruos. El 31 de diciembre de 2023, abandonó la agencia SMILE-UP. (Johnny's Entertainment, anteriormente Johnny & Associates ) y comenzó a trabajar como independiente.

## Historia
Kazama es un fanático de los dramas televisivos y quería aparecer en un programa de televisión, así que, envió su currículum y realizó una audición,uniéndose a Johnny & Associates en 1997 cuando estaba en su segundo año de escuela secundaria. Ese mismo año, hizo su debut en el escenario con la boy band Shonentai, y desde entonces fue activo como miembro de Johnny’s Jr. Colaboró como artista de apoyo para las bandas TOKIO y V6. También fue seleccionado como miembro de B.I.G. (Bad Image Generation), grupo formado en septiembre de 1998, y bailó en la posición central con Tōma Ikuta. Sin embargo, tras un descanso de seis meses del mundo del espectáculo para estudiar para el examen de ingreso a la preparatoria, no pudo regresar a su posición original y terminó bailando detrás de Ikuta.
En 1999, interpretó el papel de Kenjiro Kanesue en el drama televisivo de TBS “Kinpachi Sensei temporada 5”, por el que ganó el 3er premio Nikkan Sports a la Mejor Revelación de Drama. A partir de ese momento, sus apariciones en dramas televisivos aumentaron ligeramente, y en 2002 formó el grupo Four Tops con Ikuta, Yamashita Tomohisa y Hasegawa Jun, recuperando su posición anterior. Sin embargo, el presidente de la agencia, Johnny Kitagawa, mencionó que “no debutarían con estos miembros”, así que cuando Yamashita hizo su debut como parte de la boy band NEWS, el grupo Four Tops se disolvió.
En 2000, hizo su debut como seiyū de Yūgi Mutō y Yami Yugi en la serie del anime de Yu-Gi-Oh! Duelo de Monstruos.
En 2011, apareció como actor regular en un drama contemporáneo de máxima audiencia por primera vez en 10 años, “Soredemo, Ikite Yuku”, por el que ganó el Premio y el 70.º Premio de la Academia de Drama Televisivo al Mejor Actor de Reparto y el Premio de Artes Cinematográficas de Radiodifusión de Japón: Premio al Mejor Actor de Reparto, lo que lo lanzó a la fama. Desde entonces, ha sido convocado para trabajar como actor y en programas de televisión. Su popularidad se disparó cuando fue elegido como miembro principal del reparto de la serie dramática de televisión de 2012, Jun to Ai.
A principios de mayo de 2013, anunció a través de Johnny’s Entertainment en julio del mismo año que se había casado con una mujer no famosa. 
El 15 de octubre de 2015, se creó una página para él fuera del sitio web oficial de Johnny’s Entertainment.
El 11 de febrero de 2019, se informó que su pareja había dado a luz a su hijo, y su agencia lo confirmó.
El 16 de diciembre de 2023, se anunció que Kazama se retiraría de la agencia SMILE-UP el 31 del mismo mes. Kazama después comentó que luego de independizarse trabajaría como independiente sin afiliación a ninguna empresa. El 18 del mismo mes anunció su salida en vivo en el programa informativo “ZIP!” de Nippon Television, donde se desempeñó como personalidad principal. El 31 de diciembre de 2023, expresó su gratitud dejando así la agencia SMILE-UP. 
El 1 de enero de 2024, se lanzaron sus cuentas oficiales de Instagram y X. Kazama reveló que desde que estableció su propia compañía privada, su único título público actual es “CEO”. 
El 1 de mayo de 2024, Nihon Monitor, una empresa que encuesta y mide las transmisiones de televisión, anunció el “Ranking de apariciones de actores en dramas” para el período de 2019 a 2023, en el que registró 200 apariciones en dramas, ubicándo a Kazama en el sexto lugar entre todos los actores.
El 17 de junio de 2024, en su cumpleaños, abrió su club oficial de fans llamado “Soyokaze”.

## Filmografía

### Cine
| Año  | Título                          | Personaje       | Notas           | Ref |
| ---- | ------------------------------- | --------------- | --------------- | --- |
| 2011 | Maebashi Visual Kei             | Takuji          |                 |     |
| 2012 | Ninkyo Helper                   | Seiji Yamagiwa  |                 |     |
| 2013 | Suzuki Sensei                   | Yuji Katsuno    |                 |     |
| 2013 | Petal Dance                     | Kawada          |                 |     |
| 2015 | Z Island                        | Shigeru         |                 |     |
| 2016 | Cats Don't Come When You Call   | Mitsuo Sugita   | Papel principal |     |
| 2016 | Everest: The Summit of the Gods | Buntaro Kishi   |                 |     |
| 2016 | Midori: The Camellia Girl       | Wanda Masamitsu |                 |     |
| 2016 | Black Widow Business            | Hiroshi         |                 |     |
| 2021 | Every Trick in the Book         | Hideyoshi Kōchi |                 |     |
| 2024 | Sensei's Pious Lie              | Masami Hayafuji |                 |     |

### Televisión
| Año       | Título                          | Personaje                    | Notas                            | Ref |
| --------- | ------------------------------- | ---------------------------- | -------------------------------- | --- |
| 1999−2004 | Kinpachi-sensei                 | Kenjiro Kanesue              | 3 temporadas                     |     |
| 2003      | Taikouki Saru to Yobareta Otoko | Koichiro                     | Película estrenada en televisión |     |
| 2006      | Akihabara@Deep                  | Page                         | Papel principal                  |     |
| 2011      | Still, Life Goes On             | Kenji Amemiya                |                                  |     |
| 2011-2012 | Chūgakusei Nikki                | Él mismo                     |                                  |     |
| 2012-2013 | Jun to Ai                       | Itoshi Machida / Jun Machida | Novela serializada en TV         |     |
| 2013      | Matching Love                   | Kanata Tokui                 | Película estrenada en televisión |     |
| 2014      | Boku no Ita Jikan               | Mamoru Mizushima             |                                  |     |
| 2014      | Keiji                           | Kiyoshi Nagai                | Película estrenada en televisión |     |
| 2014      | Asunaro San San Nana Byoushi    | Sho Hosaka                   |                                  |     |
| 2014-2015 | Bonkura                         | Sakichi                      |                                  |     |
| 2015      | Keisei Saimin no Otoko          | Kojima Shingo                |                                  |     |
| 2016      | 99.9 Criminal Lawyer            | Kazuki Yamashita             |                                  |     |
| 2017      | Gekokujo Juken                  | Narasaki Tetsuya             |                                  |     |
| 2017      | Rikuoh                          | Taro Sakamoto                |                                  |     |
| 2018      | Segodon                         | Hashimoto Sanai              | Taiga Drama                      |     |
| 2020−2021 | Awaiting Kirin                  | Tokugawa Ieyasu              | Taiga Drama                      |     |
| 2021−2022 | Come Come Everybody             | Haruhiko Katagiri            | Novela serializada en TV         |     |
| 2022      | Silent                          | Masaki Haruo                 |                                  |     |
| 2023      | Hatsukoi, Zarari                | Ryuji Okamura                | Papel principal                  |     |
| 2024      | Unmet: A Neurosurgeon's Diary   | Hirotsugu Emoto              | Episodio 1                       |     |
| 2025      | Unbound                         | Tsuruya Kiemon               | Taiga Drama                      |     |

### Animación
| Año       | Título                                      | Personaje                          | Notas      | Ref |
| --------- | ------------------------------------------- | ---------------------------------- | ---------- | --- |
| 2000−2004 | Yu-Gi-Oh! Duelo de Monstruos                | Yūgi Mutō/Yami Yugi                |            |     |
| 2004−2008 | Yu-Gi-Oh! GX                                | Yūgi Mutō/Yami Yugi                | Episodio 1 |     |
| 2005      | Yu-Gi-Oh! La película: Pirámide de la luz   | Yūgi Mutō/Yami Yugi                | Película   |     |
| 2010      | Yu-Gi-Oh! 3D: Lazos a través del Tiempo     | Yūgi Mutō/Yami Yugi                | Película   |     |
| 2011      | La colina de las amapolas                   | Shirō Mizunuma & Hiroshi Tachibana | Película   |     |
| 2016      | Yu-Gi-Oh! El lado oscuro de las dimensiones | Yūgi Mutō/Yami Yugi                | Película   |     |